# Charles Klauder
Charles Zeller Klauder (9 de fevereiro de 1872 – 30 de outubro de 1938) foi um arquiteto americano mais conhecido por seu trabalho em edifícios universitários e projetos de campus, especialmente sua Catedral de Aprendizagem na Universidade de Pittsburgh, o primeiro arranha-céu educacional.

## Biografia

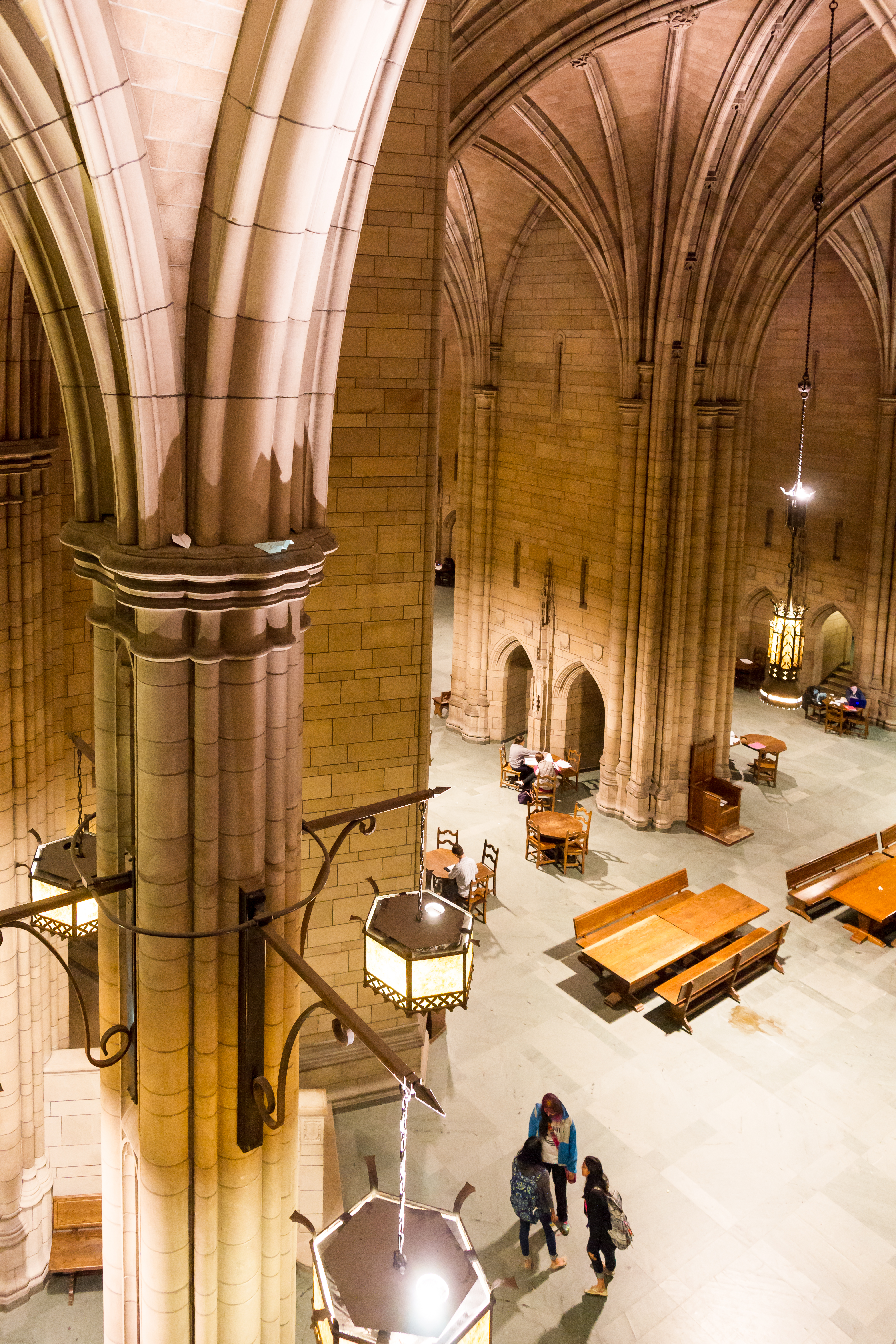
A Sala dos Comuns da Catedral de Aprendizagem da Universidade de Pittsburgh foi considerada por Klauder a sua maior conquista

Nascido na Filadélfia, na Pensilvânia, Klauder era filho de Louis e Anna Koehler Klauder, que imigrara da Alemanha para a Filadélfia. Ele estudou arquitetura na Escola de Arte Industrial do Museu da Pensilvânia. Aos 15 anos, ele entrou para o escritório de Theophilus Parsons Chandler Jr. A partir de 1893, trabalhou para renomadas firmas de arquitetura da Filadélfia, incluindo a Wilson Brothers & Company, a Cope & Stewardson e Horace Trumbauer . Em 1900, Klauder tornou-se desenhista-chefe da Day & Brother, o que levou à parceria de 1911 com Frank Miles Day, e a empresa passou a se chamar Day & Klauder. Klauder continuou a empresa após a morte de Day em 1918, mas não a renomeou até 1927.
As comissões da Klauder incluem extenso trabalho na Universidade de Pittsburgh, na Universidade da Pensilvânia, na Penn State University, no Rhodes College em Memphis, Tennessee, na University of Colorado Boulder e na Cornell University. Na Penn, projetou o terceiro Franklin Field, o Hutchinson Gymnasium, o Coxe e o Sharpe Wings, do University Museum, alterações no Weightman Hall e no Palestra. Vários de seus edifícios neogóticos em Pitt são a Catedral da Aprendizagem, a Capela do Memorial Heinz e o Memorial Stephen Foster. A Catedral da Aprendizagem, após a sua conclusão, era o edifício educacional mais alto do mundo, e hoje ocupa apenas uma torre na Universidade de Moscou. Ele também está listado no Registro Nacional de Lugares Históricos.
O Marks Scout Resource Center em 22 e as ruas de inverno em Filadélfia foi construído em 1929. Klauder projetou o edifício no estilo Beaux Arts.
Klauder considerou sua maior conquista como a Sala dos Comuns da Catedral da Aprendizagem da Universidade de Pittsburgh. The Commons Room é um salão de estilo gótico perpendicular Inglês do século XV que cobre meio hectare (2.000 m2) e se estende para cima quatro histórias, atingindo 52 pés (16 m) de altura.
Por seu trabalho arquitetônico ao longo da vida, Klauder recebeu a Medalha de Ouro, Architectural League, NY 1921; Grand Prix Congresso Pan-Americano de Arquitetos, 1927; Medalha Arquitetônica, Jogos Olímpicos, 1928. Klauder era um membro do Instituto Americano de Arquitetos. Em 1938 ele foi eleito para a Academia Nacional de Design como um acadêmico associado.
Klauder morreu aos 66 anos em 30 de outubro de 1938.

## Trabalho arquitetural (listagem parcial)

### Universidade de Colorado Boulder
- Campus master plan, Universidade de Colorado, 1918. 15 construções da University of Colorado Boulder no estilo Tuscan Vernacular Revival, caracterizado pela textura rudimentar, muros de arenito com declive, telhados vermelhos de vários níveis e guarnições calcárias de Indiana foram projetados por Klauder entre 1921 e 1939. Os edifícios mais antigos do campus CU-Boulder, como Old Main (1876) e Macky Auditorium (1923), estão no Collegiate Gothic. estilo de muitas escolas da Costa Leste.
- Norlin Library, final building designed by Klauder on the CU Boulder campus, 1939

### Concordia Seminary, Clayton, Missouri
14 construções, incluindo:
- Martin Luther Tower

### Universidade Cornell

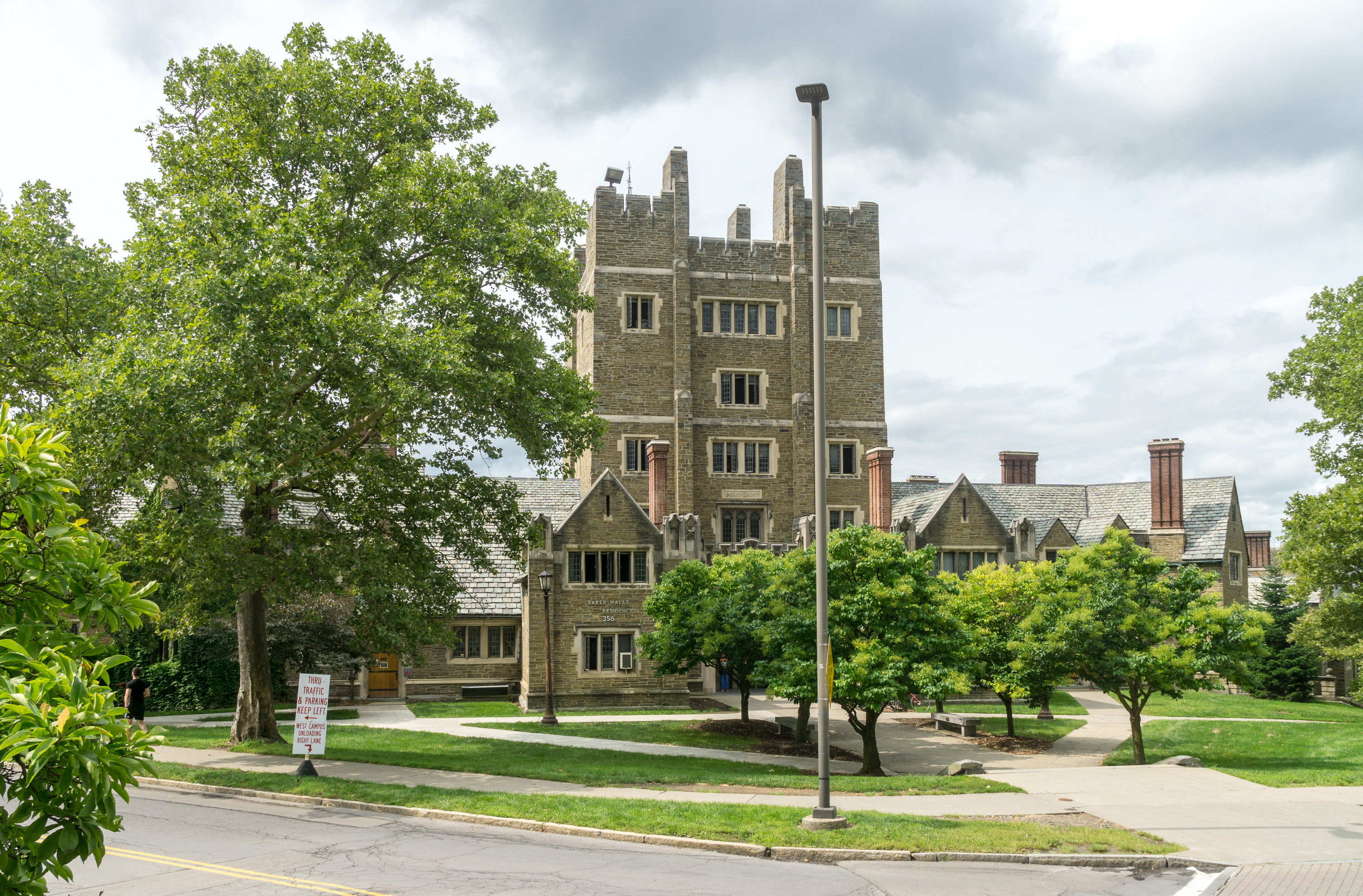
Baker Tower at Cornell University

- Baker Hall and Baker Tower, 1913[3]
- Founders Hall
- Lyon Hall, 1928
- McFaddin Hall, 1928
- War Memorial, 1928
- Mennen Hall, 1931

### Franklin e Marshall College
- Dietz-Santee Dormitory
- Franklin-Meyran Dormitory
- Biesecker Gymnasium
- Hensel Auditorium
- Fackenthal Laboratories, now the Harris Center for Business, Government, and Public Policy
- Central Heating Plant
- Fackenthal Pool
- Franklin and Marshall College Master Plan

### Universidade da Pennsylvania
- Franklin Field 1922, 1925
- Palestra
- Hutchinson Gymnasium, 1926–1928
- Coxe 1926 and Sharpe 1929 Wings of the University Museum
- Alterations to Weightman Hall

### Universidade de Pittsburgh
- Catedral da Aprendizagem 1926-1937
- Heinz Memorial Chapel 1933-1938
- Stephen Foster Memorial 1937

### Universidade de Princeton
15 buildings including:
- Walker Hall, 1930
- Holder Hall, 1909, Day & Brother.
- University Dining Halls, 1916, Day & Klauber.
- Joline Hall, 1939

### Escola de St. Paul
- Central Heating Plant
- Quadrangle Dorms

### Universidade do Estado da Pennsylvania
- College Master Plan
- Sackett Building
- Buckhout and Borland Labs
- Steidle Building
- The Nittany Lion Inn
- Additions to Pond Lab and Sparks Building
- The Power Plant
- Henderson Building
- (New) Old Main
- Rec Hall
- Pattee Library
- Burrowes Building
- Electrical Engineering West
- Osmond and Frear Labs
- Ag Engineering
- Ferguson Building
- The Poultry Plant
- Additions to Steidle and Sparks

### Universidade de Chicago
- Eckhart Hall

### Outras construções acadêmicas
- Peabody Museum, Yale University, 1916-24.
- Main Hall and Dormitory, Mercersburg Academy, 1927.
- Pendleton Hall, Wellesley College, 1934.
- Library, Albion College, 1937.

### Construções não-acadêmicas
- First Presbyterian Church, Kalamazoo, Michigan, 1926-30.
- Marks Boy Scout Resource Center, Philadelphia, 1929-30.
- Railroad Retirement Board Building, Washington, D.C., with Louis A. Simon, 1939.

### Galeria

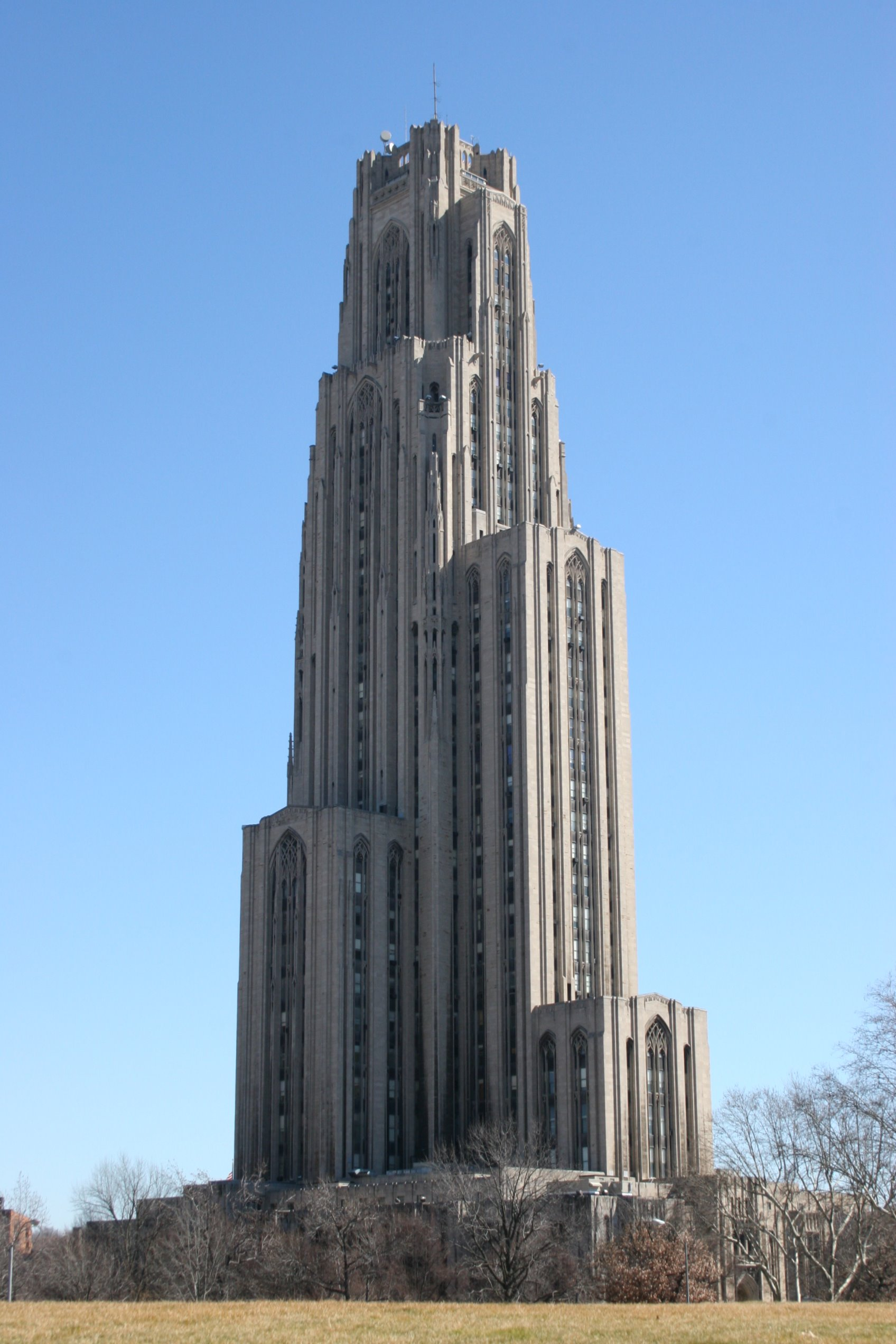
Catedral da Aprendizagem, Universidade de Pittsburgh
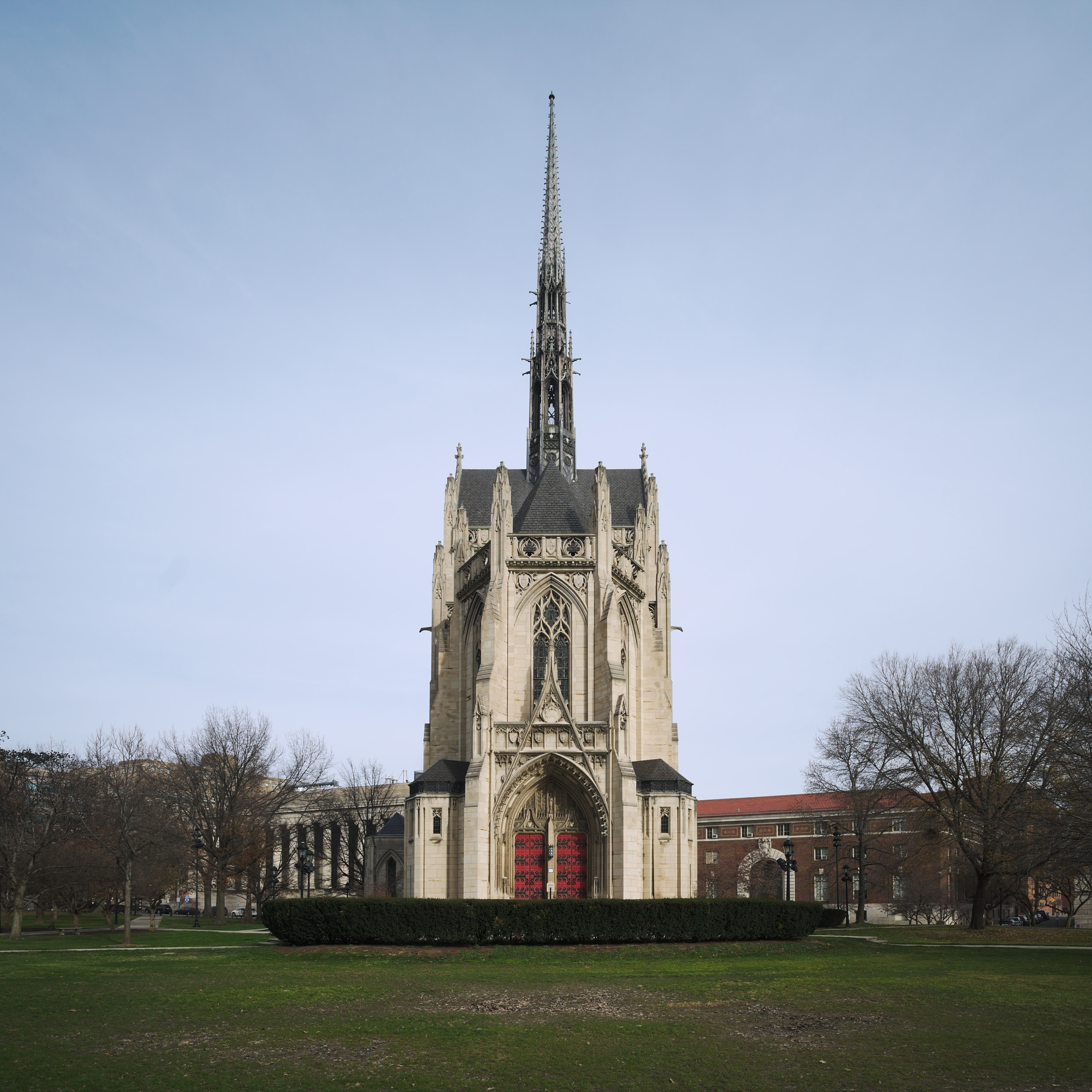
Capela do Memorial de Heinz, Universidade de Pittsburgh
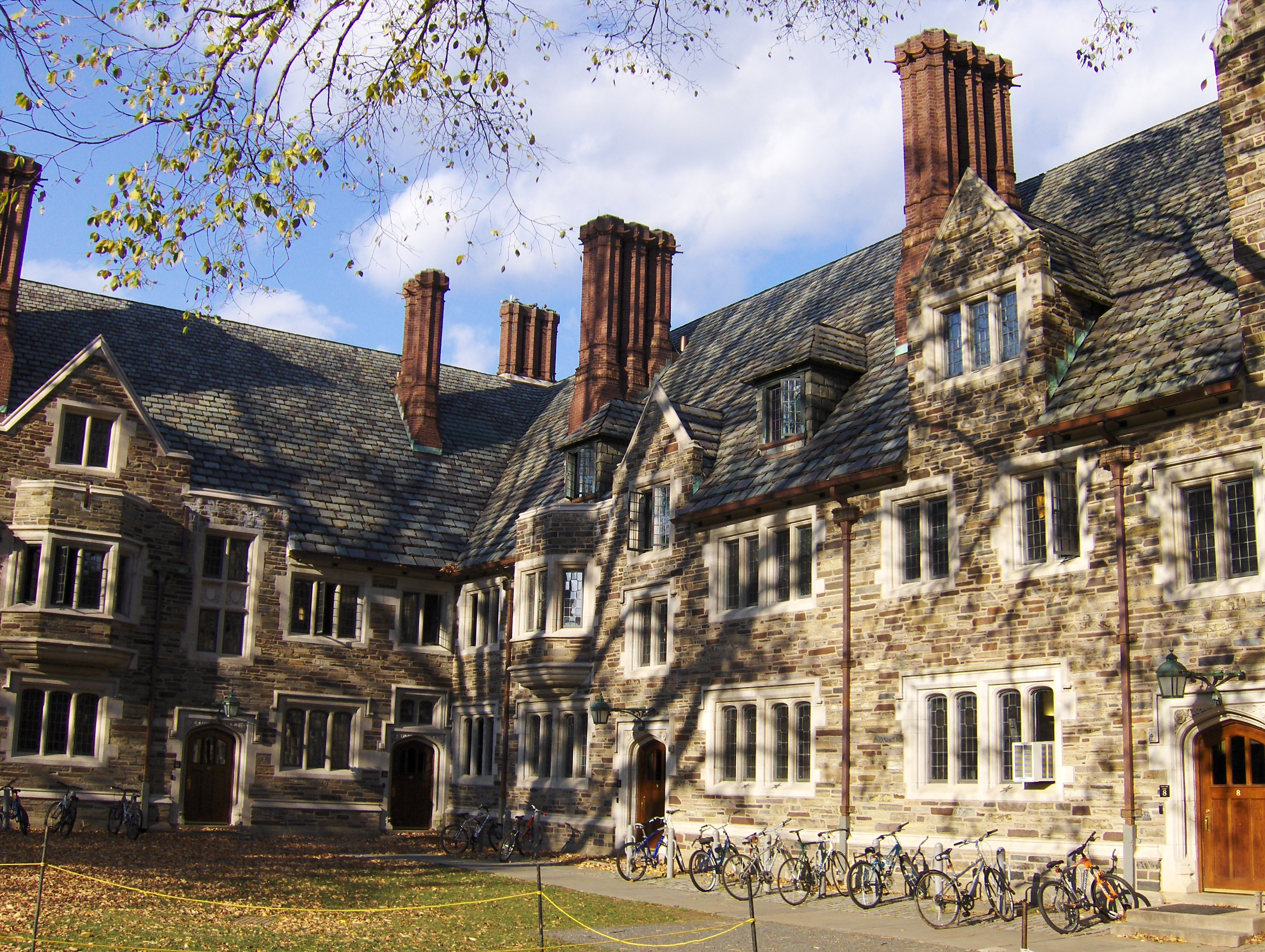
Holder Hall, Princeton University (1909), Day & Brother, arquitetos.
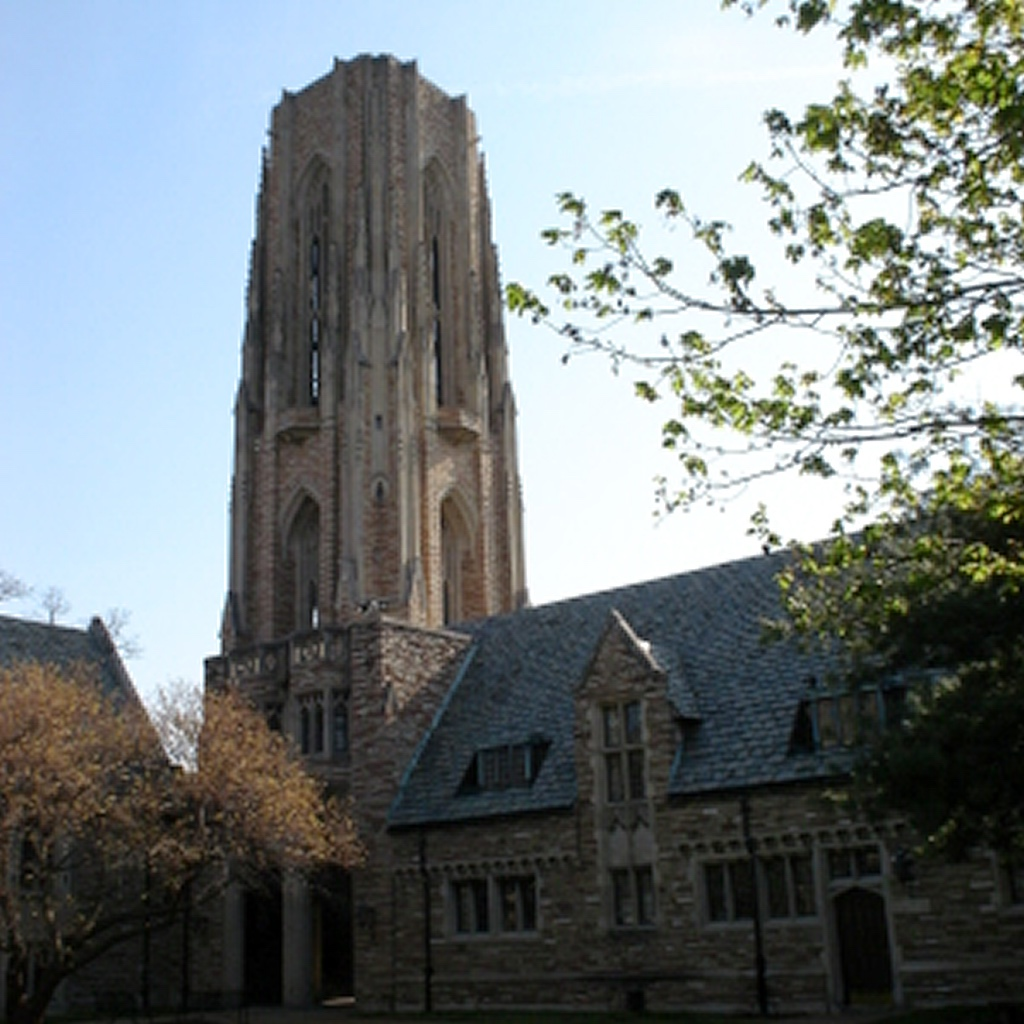
Torre de Lutero, Seminário de Concórdia
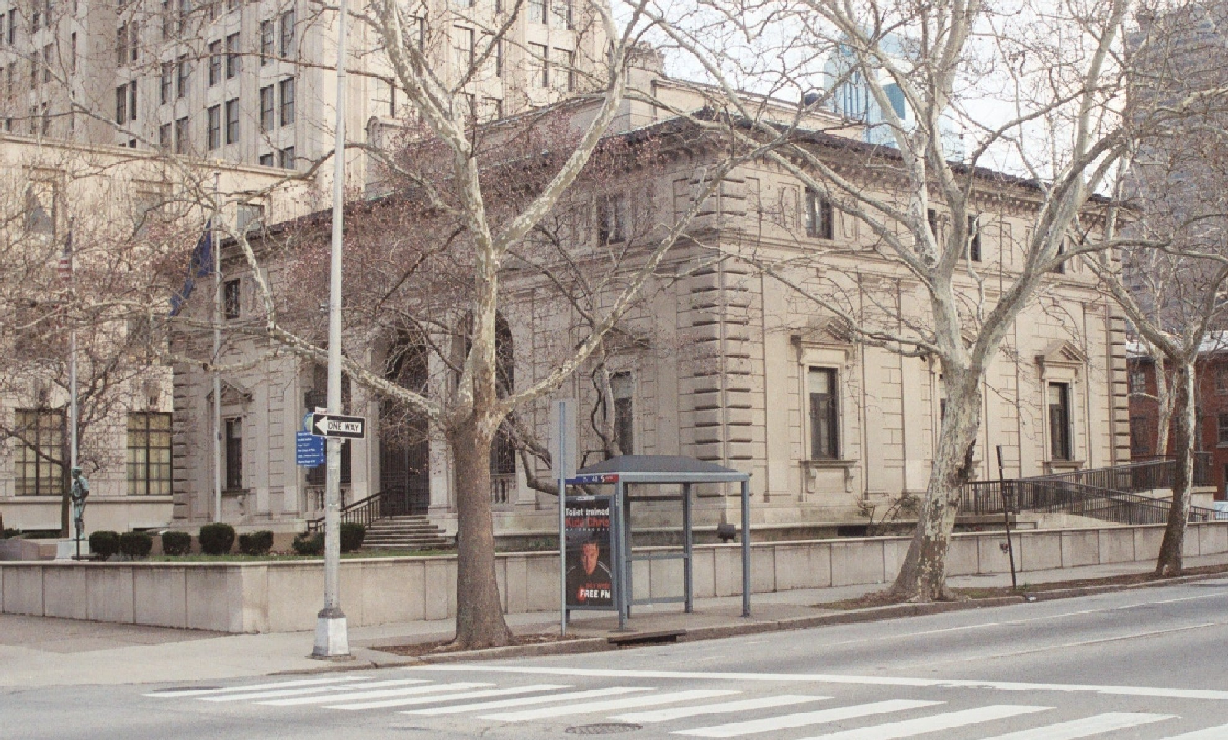
Marks Scout Resource Center, Filadélfia
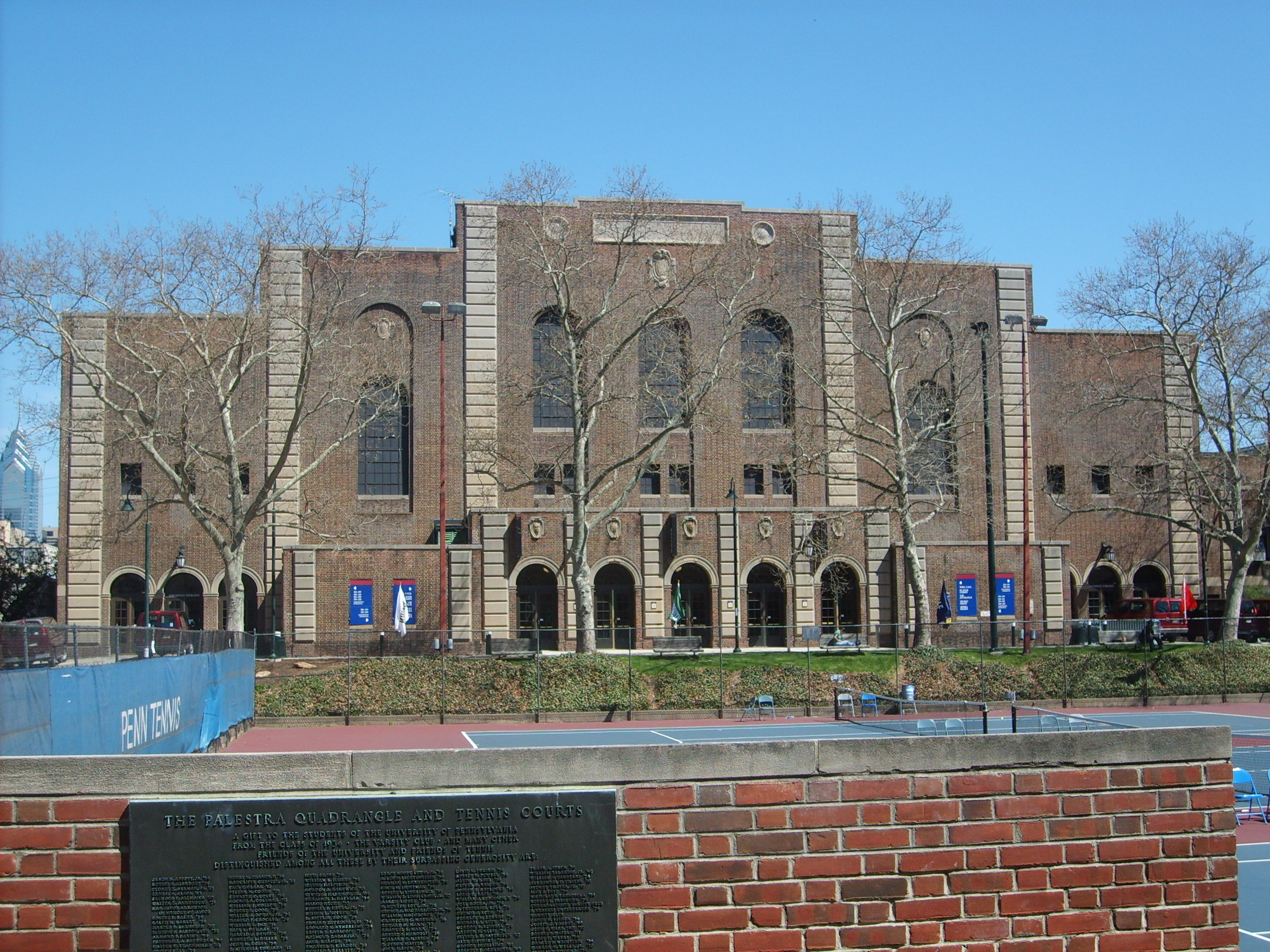
O Palestra, Universidade da Pensilvânia
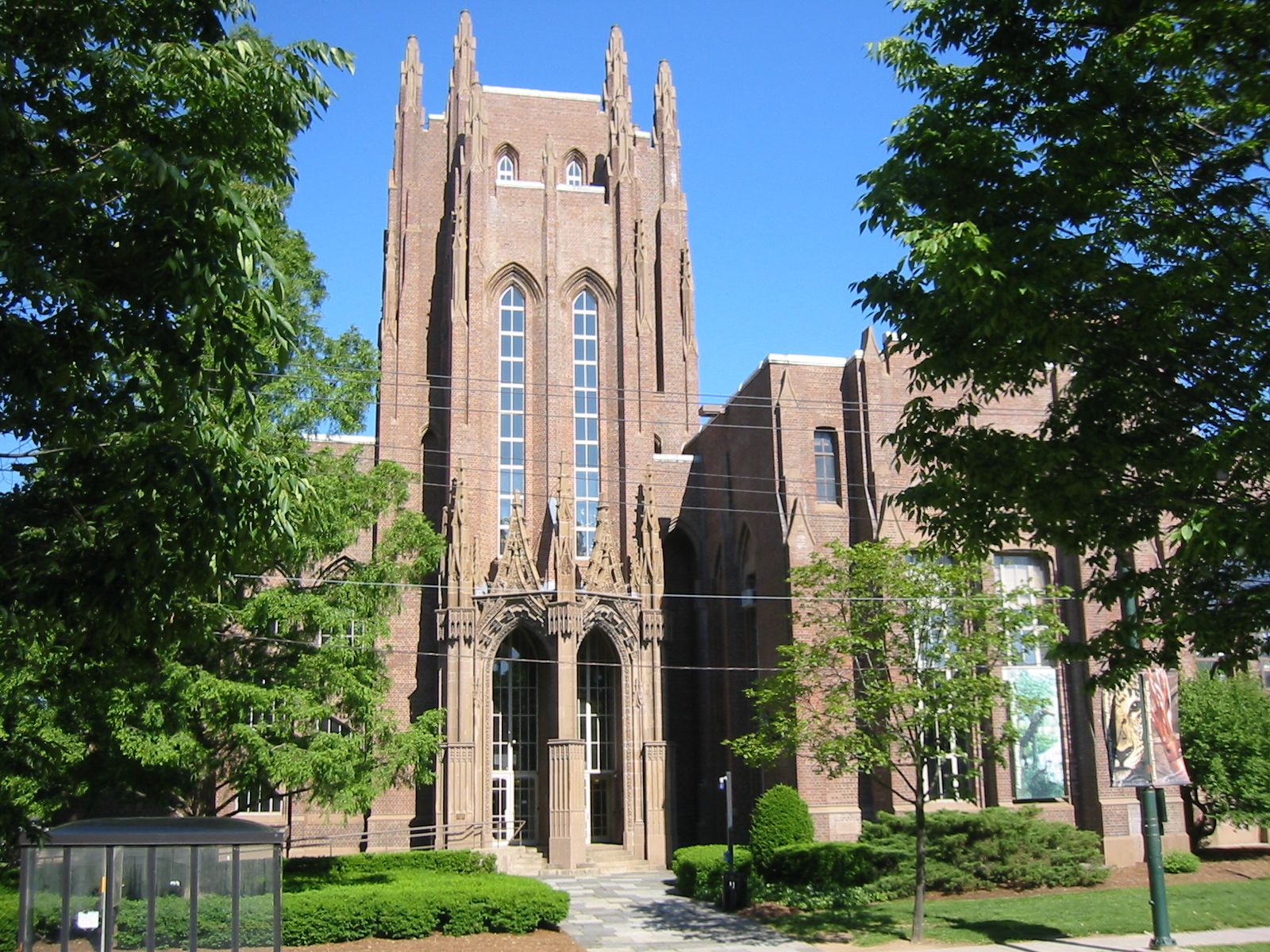
Museu Peabody de História Natural, Universidade de Yale
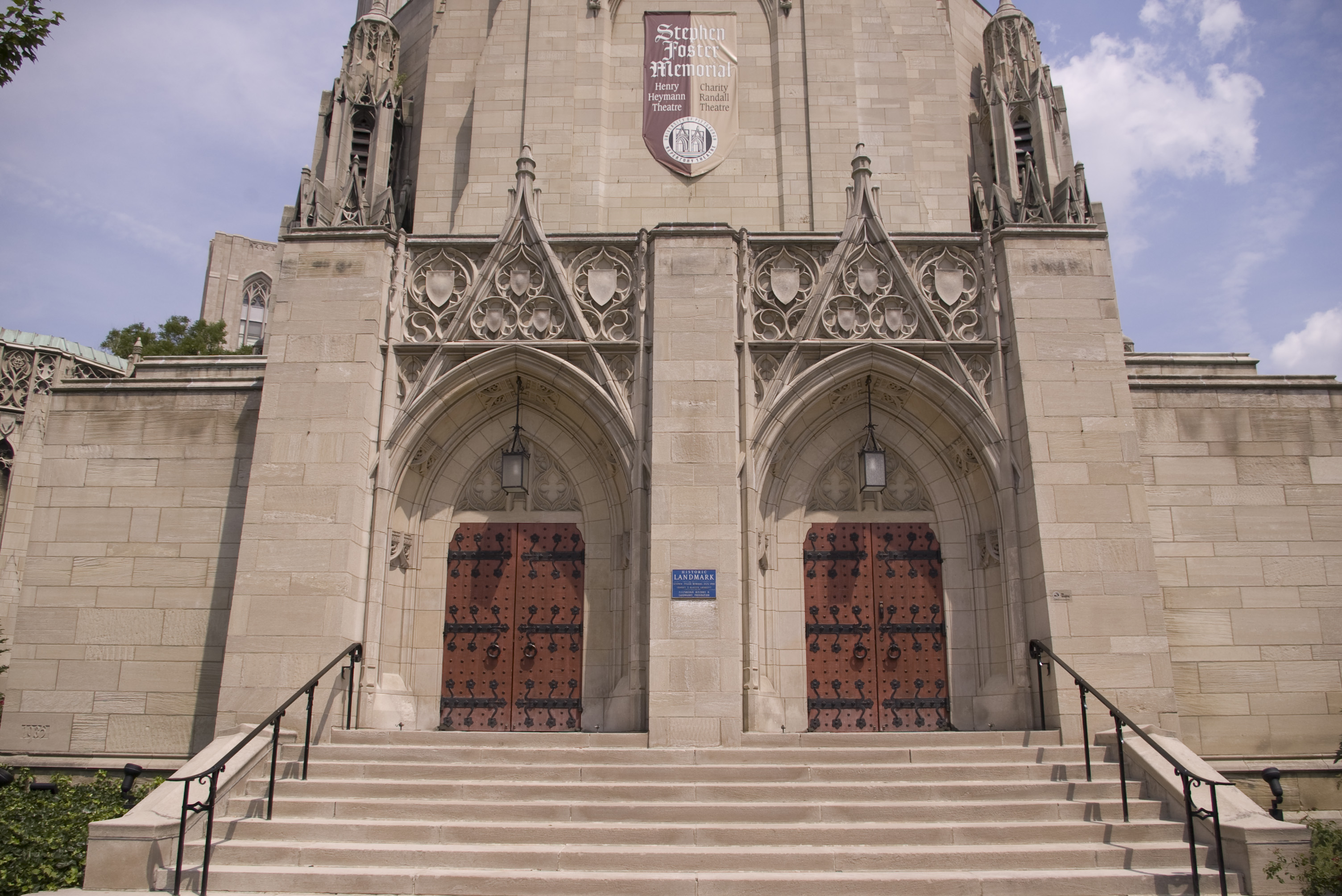
Stephen Foster Memorial, Universidade de Pittsburgh
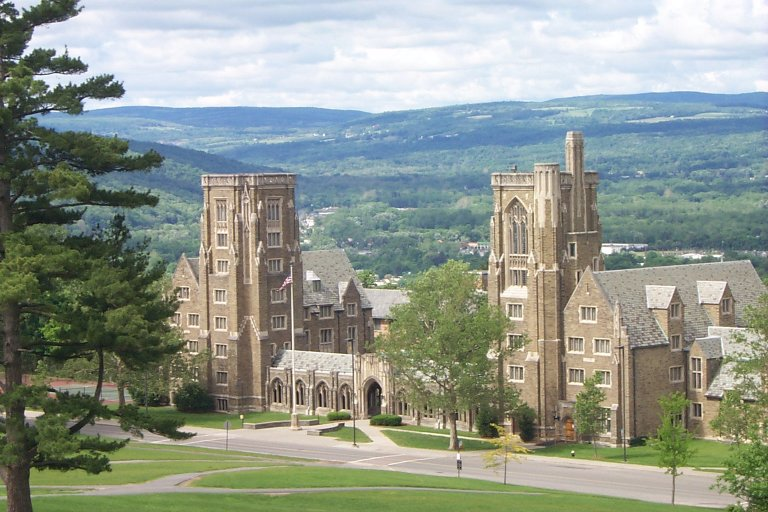
Memorial de Guerra, Universidade de Cornell